# Szamosközy István
Szamosközy István (latin írói nevén Zamosius) (Kolozsvár, 1570 – Gyulafehérvár, 1612. március 29.) erdélyi magyar történetíró.

## Életpályája
Eleinte Somory László erdélyi főúr, majd Kovacsóczy Farkas kancellár neveltette, aki 1591-ben a padovai egyetemre küldte. 1592-ben Rómába utazott. 1593-ban egy régészeti munkát írt és adott ki Padovában az Erdélyben fennmaradt régi római feliratos kövekről.
Padovából visszatérőben bejárta Németországot, majd történelemírással kezdett foglalkozni.
Bocskai István fejedelemsége idején lett a gyulafehérvári káptalan levéltárnoka és udvari történetírója. Munkái közül egy jelent meg életében nyomtatásban, az Analecta lapidum, a többi napjainkig kéziratban maradt, részint elveszett. Neki tulajdonított mű a De originibus Hungaricis. Legnevezetesebb művei latinul írt magyar és erdélyi történetei (Rerum Transylvanarum Pentades és Hebdomades), amelyeknek azonban csak töredékei maradtak ránk.
Korának legkiválóbb és első hivatásos magyar humanista történetírója volt.
Az ő nevéhez kötik a finnugor nyelvrokonság első felvetését, amely még csak az obi ugorok és a magyarok nyelvrokonságára vonatkozott.

## Egy művének plagizálása
Egy bizonyos Enyedi Pál nevű 18. századi írnok műve ("Éneke az erdélyi veszedelmekről", gróf Mikó Imre Erdélyi Történelmi Adattárában Kolozsvárott, 1855-ben jelent meg, gróf Eszterházy László kézirati példányából. E mű, amelyet alaptalanul tulajdonítottak Enyedi Pálnak, tulajdonképpen nem ének, hanem (mint Rogerius Carmen Miserabiléje) az 1598–1604 közötti erdélyi viharos időszaknak siralmas elbeszélése. Szilágyi Sándor kiderítette, hogy az írnok volt Szamosközy István munkáját plagizálta. Eredeti fogalmazványa, mely Szamosközy kézírása, az Egyetemi Könyvtárba került.

## Művei
- Analecta lapidum vetustorum, et nonnullarum in Dacia antiquitatum, ad generosum et illustrem dominum Volffangum, Kovachocium, Regni Transylvaniae Cancell. summum etc.; Laurentium Pasquatum, Patavii Padova, 1593
- Analecta, Lapidum Vetustorum Et Nonnullarum In Dacia Antiquitatum: Ad Generosum & illustrem Dominum Wolfgangum Kovachocium, Regni Transsylvaniae Cancellarium summum; Andreae Wecheli, Claudium Marnium et Joannem Aubrium, Frankfurt, 1598
- Szamosközy István történeti maradványai. 1566–1603, 1-4.; sajtó alá rend. Szilágyi Sándor; Akadémia, Pest, 1876–1880
  - 1. 1566–1586; 1876
  - 2. 1598–1599; 1876
  - 3. 1603; 1877
  - 4. Vegyes följegyzések; 1880
- Erdély története; vál., bev., jegyz. Sinkovics István, ford. Borzsák István; Magyar Helikon, Bp., 1963 (Monumenta Hungarica)
- Magyar nyelvű kortársi feljegyzések Erdély múltjából Szamosközy István történetíró kézirata XVII. század eleje A nyelvemlék betűhű átirata bevezetéssel és jegyzetekkel; sajtó alá rend., jegyz. E. Abaffy Erzsébet és Kozocsa Sándor, tan. Sinkovics István, J. Fodor Adrienne, E. Abaffy Erzsébet; Magyar Nyelvtudományi Társaság, Bp., 1991 (A magyar nyelvtörténet forrásai)
- Stephanus Zamosius: Analecta lapidum vetustorum et nonnullarum in Dacia antiquitatum, 1593 / Inscriptiones Romanae in lapidibus antiquis Albae Juliae et circa locorum, 1598; sajtó alá rend. Balázs Mihály, Monok István, szerk. Monok István, bev. Mihai Bărbulescu, Kovács András, Mihail Bărbulescu tan. ford. Kovács András; Scriptum, Szeged, 1992 (Adattár XVI-XVIII. századi szellemi mozgalmaink történetéhez)
- Stephanus Zamosius: Analecta lapidum vetustorum et nonnullarum in Dacia antiquitatum, 1593 / Inscriptiones Romanae in lapidibus antiquis Albae Juliae et circa locorum, 1598; sajtó alá rend. Balázs Mihály, Monok István, előszó Mihail Bărbulescu, Kovács András, szerk. Monok István, franciára ford. Németh Jenő; Scriptum, Szeged, 1992